# Manuel António Gomes

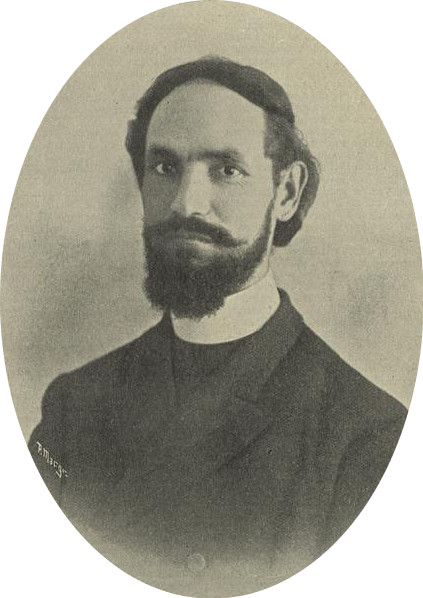
Manuel António Gomes

Manuel António Gomes (* 9. Dezember 1868 in Cendufe, Arcos de Valdevez, Distrikt Viana do Castelo, Portugal; † 21. Dezember 1933 in Viana do Castelo, Portugal) war ein portugiesischer Geistlicher und Erfinder. Er gilt als einer der Väter der Solarenergienutzung.

## Leben und Wirken
Er kam mit 15 Jahren ans Priesterseminar in Coimbra, das für seine Offenheit gegenüber Naturwissenschaften bekannt war. Von seinen Kommilitonen wurde er aufgrund für einen Portugiesen ungewöhnlicher Größe „Himalaya“ genannt, was dann auch sein Künstlername war und als „Pater Himalaya“ blieb. Seine – vor allem naturwissenschaftlichen – Studien setzte er in Paris fort. 1891 wurde er zum Priester geweiht. 1906 kehrte er nach Lissabon zurück.
Von 1925 bis 1932 lebte er in den USA und dann in Argentinien. Er kehrte 1933 in seine Heimat zurück, wo er am 21. Dezember in Viana do Castelo mit 65 Jahren verstarb.
In Lissabon ist eine Straße nach ihm benannt.

## Erfindungen

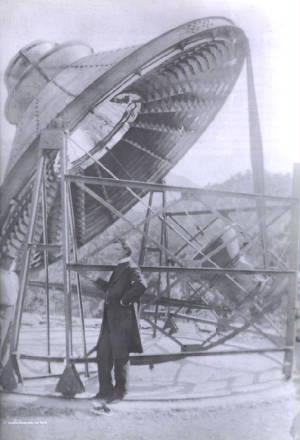
Padre Himalaya und seine bekannteste Erfindung (1900)

Der Pater Gomes interessierte sich vor allem für die Solarenergie. 1888 hatte er in Paris in einem Magazin von den ersten, gescheiterten Versuchen französischer Wissenschaftler erfahren, Lösungen für die Solarenergie zu finden. Das brachte ihn auf die Idee, selbst tätig zu werden. Bereits 1890 erfand er für die Landwirtschaft Portugals einen „Solarkonzentrator“, ein Gerät, das 7 Meter lang war und durch Sonneneinstrahlung eine Wärme von 1500 Grad Celsius erzeugte. Es wurde patentiert, aber nur in der Landwirtschaft Portugals eingesetzt.
1900 erfolgte dann die Erfindung, die ihn weltbekannt machte: der Pyrheliophero (griechisch für „Der, der das Feuer bringt“), ein Gerät, das auch in den USA und Großbritannien zum Einsatz kam und auch dort – wie auch in Portugal – patentiert wurde. Auf der Weltausstellung 1904 in St. Louis wurde dieses Gerät im portugiesischen Pavillon vorgestellt und galt als eine der Sensationen der Weltausstellung. Er erhielt dafür zwei Goldmedaillen und eine Silbermedaille. Auch wurde ihm der „Great Prize of Louisiana Purchase Exposition“ verliehen. Das Gerät hatte tausende Spiegel, deckte ein Agrargebiet von 80 m² ab und erzeugte eine Hitze durch die Sonne von 4000 Grad Celsius.
Seine weitere bedeutende Erfindung war eine neue Art von Schießpulver, das „Himalaya-Schießpulver“, das keinen Rauch mehr erzeugte und das auch bei starken Stößen und hohen Temperaturen nicht zu explodieren begann. Um seine Erfindungen nochmal zusammenzufassen und zu erklären, schrieb er über sie ein Buch.

## Ideen für ein besseres Portugal
Pater Himalaya war Vegetarier und der Wasserkunde und Naturheilkunde sehr zugetan. In der Region um Amarante versuchte er mit der Naturheilkunde, viele Erkrankte zu heilen und einen Gegenentwurf zur Schulmedizin zu schaffen.
Auch entwickelte er die These, dass regelmäßige Diäten die Menschen friedlicher machen würden und der öffentlichen Gesundheit dienten.
Seine Thesen hätten – sofern sie in Portugal umgesetzt würden – das Land radikal verändert und es sehr modernisiert, teilweise zu einem sehr weltführenden Land gemacht. Er hatte diverse Theorien über Landwirtschaft, Ökonomie, Energie, Politik und Erdbebensicherheit.